# Alexip
Alexip (grec antic: Ἀλέξιππος, llatí: Alexippus) fou un metge grec esmentat per Plutarc, segons el qual Alexip va rebre una carta personal d'Alexandre el Gran on li agraïa haver curat a Peucestes de Mieza, un dels seus oficials, d'una malaltia. Probablement això passava abans del 327 aC.